# Une fille de clown
 (août 2022).
Si vous disposez d'ouvrages ou d'articles de référence ou si vous connaissez des sites web de qualité traitant du thème abordé ici, merci de compléter l'article en donnant les références utiles à sa vérifiabilité et en les liant à la section « Notes et références ».
Une fille de clown (France) ou La fille du clown est triste (Québec) (Insane Clown Poppy) est le 3e épisode de la saison 12 de la série télévisée d'animation Les Simpson.

## Synopsis
L'épisode débute par une série de grosses bêtises de Homer et de Bart, qui font tout sauter chez eux avec des pétards : une grosse pastèque, un tiroir coincé, la niche du chien, et finalement (en voulant dégager une cassette du lecteur TV) la chambre de Lisa. Pour se faire pardonner ils acceptent d'accompagner Lisa au Salon du Livre. Ils y rencontrent (en plus du Révérend Tim Lovejoy qui présente son livre de cuisine "Someone in the kitchen with Jesus") divers poètes et écrivains célèbres (voir infra), et aussi Krusty le Clown qui dédicace sa biographie. Laquelle n'a que 20 pages, s'intitule "Your shoe is too big to kickbox God" ("Ton soulier est trop grand pour kickboxer avec Dieu") et a été écrite pour lui par un nègre littéraire dont Krusty ignore même le nom (c'est John Updike, qui se cache derrière le stand de Krusty...)
Dans la longue file de jeunes "fans" de Krusty se trouve une fillette qui porte une masse pyramidale de cheveux bleus (et chaque sommet de la pyramide se termine par un accroche-cœur, exactement semblable à ceux de Krusty...). "Tu es mon papa !" lui dit la fillette en s'asseyant sur ses genoux. Krusty reconnait sans difficulté sa fille ("Ta mère n'est pas une hôtesse de l'air israélienne ? Ni une danseuse du ventre ?..."), qu'il a conçue en Irak avec une femme soldat alors qu'il était en tournée là-bas pour divertir les GI. Leur nuit d'amour fut torride, et au matin Krusty a fait rater la mission de la jeune femme : tirer un missile portatif sur Saddam Hussein. Leur relation a donc pris fin abruptement et la fillette sait seulement que "son père est un clown minable". Quand elle a voulu le retrouver, c'est la phrase qu'elle a introduite dans un moteur de recherche, qui a sorti : "Krusty le Clown".
Krusty se rend vite compte que, s'il est passé maître dans l'art de faire rire les enfants, il les connaît finalement très mal. Lors d'une sortie à la plage, il voit comment Ned Flanders, Apu (père de octuplés) et Homer s'occupent de leurs enfants. Homer lui donne même quelques judicieux conseils (!). Au coucher du soleil, Sophie et Krusty sont assis l'une contre l'autre sur un promontoire, la petite joue du violon, et Krusty reconnait l'air que lui jouait son père autrefois. "Le don pour la musique doit sauter une génération", dit-il (lui n'a jamais su que gratter son ukulele) "... C'est peut-être comme le diabète, il faudra que tu fasses attention...".
Mais le charme est rompu lorsque Krusty (au volant de sa Porsche décapotable) raccompagne Sophie chez sa mère. Elle le laisse sur le palier, mais il a le temps de voir toutes les "œuvres d'art" exposées dans le salon : des tableaux et sculptures de clowns décapités, pendus, poignardés, fusillés, etc.
Du coup Krusty se retrouve "Chez Moe" en train de jouer au poker (Homer est de la partie) contre Gros Tony. Krusty perd malgré son carré d'as, et doit laisser en gage le violon de Sophie. Heureusement, Homer l'aidera à récupérer le violon en pénétrant chez Gros Tony, en pleine réunion au sommet de la maffia italo-américaine locale ("belle" démonstration de punition d'un supposé traître, inspirée du film Casino). Et Krusty regagnera l'amour de sa fille.

## Guest Stars
- Tom Wolfe
- Stephen King
- Christopher Walken
- Tom Clancy
- Maya Angelou
- Amy Tan
- John Updike
- Drew Barrymore, en tant que voix de Sophie dans la version originale